# Jordan Gavaris
Jordan Gavaris (Caledon, 25 settembre 1989) è un attore canadese.

## Biografia
Nel 2010 ottiene il ruolo di Jasper Bartlett nella serie statunitense National Museum - Scuola di avventura, mentre nel 2013 quello di Felix Dawkins nella serie canadese Orphan Black. Nel 2022 prende parte alla serie Al lago con papà.

### Vita privata
Da settembre 2013 è fidanzato con l'attore Devon Graye.

## Filmografia

### Cinema
- 45 R.P.M., regia di Dave Schultz (2008)
- La maledizione di Chucky (Curse of Chucky), regia di Don Mancini (2013)
- La foresta dei sogni (The Sea of Trees), regia di Gus Van Sant (2015)
- Maya Dardel, regia di Zachary Cotler e Magdalena Zyzak (2017)

### Televisione
- G2G: Got to Go! – serie TV (2008) – voce
- Degrassi: The Next Generation – serie TV, 2 episodi (2009)
- National Museum - Scuola di avventura (Unnatural History) – serie TV, 13 episodi (2010)
- Cracked – serie TV, 1 episodio (2013)
- Orphan Black – serie TV, 50 episodi (2013-2017)
- Take Two – serie TV, 5 episodi (2018)
- The Coop – serie TV, 15 episodi (2019)
- L'amore ai tempi del corona (Love in the Time of Corona), regia di Joanna Johnson – miniserie TV, 4 puntate (2020)
- Al lago con papà (The Lake) – serie TV (2022-in corso)

## Doppiatori italiani
Nelle versioni in italiano delle opere in cui ha recitato, Jordan Gavaris è stato doppiato da:
- Federico Viola in National Museum - Scuola di avventura
- Manuel Meli in Orphan Black
- Davide Perino ne La foresta dei sogni
- Alessandro Sanguigni in Take Two
- Gabriele Vender ne L'amore ai tempi del corona
- Emanuele Ruzza in Al lago con papà